# Polygonella gracilis
Polygonella gracilis là một loài thực vật có hoa trong họ Rau răm. Loài này được Meisn. miêu tả khoa học đầu tiên năm 1856.